# Зломник (фільм, 2023)
«Зломник», або «Зломщик» (англ. The Locksmith) — американський гостросюжетний детективний трилер 2023 року, дебютний повнометражний фільм режисера Ніколаса Гарварда. Сценарій оснований на оповіданні Блера Кребера.
Після виходу з тюрми талановитий зломник Міллер Грем намагається налагодити стосунки з родиною, але зникнення дочки змушує його повернутися до своєї кримінальної «професії».

## Акторський склад
| Актор            | Роль           |
| ---------------- | -------------- |
| Раян Філліпп     | Міллер Грем    |
| Кейт Босворт     | Бет Фішер      |
| Чарлі Вебер      | Гаррет Філд    |
| Габріела Кезада  | Ейпріл Реєс    |
| Кейлі Браянт     | Таня Сондерс   |
| Мадлен Гілбот    | Ліндсей        |
| Джеффрі Нордлінг | Єн Цвік        |
| Вінг Реймс       | Френк          |
| Бурк Флойд       | детектив Джонс |
| Ноель Гульємі    | детектив Перес |
| Джордж Акрам     | Кевін Реєс     |
| Лівія Тревіньо   | Шерон          |
| Том Райт         | шеф Стерн      |
| Емілі Роуз Девід | Роуз           |

## Виробництво
На заходах «Американському кіноринку» 2021 року стало відомо, що «Зломник» перебуває на стадії розробки та готується до прокату. Оригінальне оповідання написане Блером Кребером, на його основі сценарій написали Джон Глоссер, Джо Руссо, Кріс ЛаМонт та Бен Кабіаліс. Фільм є режисерським дебютом Ніколаса Гарварда. Під час підготовки до виробництва було оголошено, що у фільмі використовуватимуть гумові пістолети після трагічного інциденту на зніманні фільму «Раст», а CGI-ефекти будуть додані під час постпродакшну.
Після анонсування фільму на ролі були запрошені Раян Філіпп, Кейт Босворт і Вінг Реймс. Знімання розпочали 15 листопада 2021 року в Лас-Крусес, штат Нью-Мексико. Під час знімання до знімальної групи долучилися актори Чарлі Вебер, Джеффрі Нордлінг, Кейлі Браянт. Знімання завершили в лютому 2022 року.

## Реліз
3 лютого 2023 року «Зломник» вийшов в кінотеатральний прокат завдяки дистриб'ютору — компанії Screen Media та як VOD.

## Сприйняття
На вебсайті агрегатора рецензій Rotten Tomatoes 32 % із 19 відгуків критиків є позитивними із середньою оцінкою 5/10. Metacritic, який використовує середньозважену оцінку, поставив фільму 42 бали зі 100 на основі оцінок п'яти критиків, вказуючи на «змішані або середні» відгуки.